# Aichryson dumosum
Espèce
Synonymes
- Sempervivum dumosum Lowe[1]

Statut de conservation UICN

 CR B2ab(iii) : 
En danger critique
Aichryson dumosum est une espèce de plantes grasses de la famille des Crassulaceae et du genre Aichryson. Elle est endémique de Madère, où l'Union internationale pour la conservation de la nature la considère comme en danger critique d'extinction.

## Répartition et habitat
Aichryson dumosum est présente à Madalena do Mar sur la côte sud de l'île de Madère. Elle y pousse dans les crevasses et les agglomérations de roches. Son unique station mesure environ 100 m2. Sa population, constituée de 50  à   250 individus matures, est fluctuante.